# کیشا گری
کیشا گری (زاده ۹ ژوئن ۱۹۹۴) بازیگر پورنوگرافی اهل ایالات متحده است.

## ابتدای زندگی
گری در تمپا، فلوریدا به دنیا آمد. او دارای نژاد ایرلندی، اسپانیایی و آلمانی است. او قبل از ورود به صنعت پورن، در یک کافی‌شاپ، به عنوان سالن‌ کار پیتزا کار میکرد.

## حرفه
گری در اوت سال ۲۰۱۳ وارد صنعت پورن شد و در دسامبر همان سال به وبسایت متلی مدلز پیوست. او قبل از اینکه خود به صنعت پورن بپیوندد، خود از طرفداران وی بود و هنرمندان محبوب وی که علاقه به دیدن فیلم های آنها داشت، ساشا گری و جیمز دین بود. عوامل همکاری وی، برای او نام هنری "گری" را برگزیدند زیرا از علاقه او به ساشا گری آگاه بودند. "کیشا" نیز از دوره دبیرستان لقب او بود.
اولین فیلم گری، در استودیو PornPros و به تهیه کنندگی وبسایت HardX ضبط شد. اولین فیلمِ چند نژادی او (بازیگر ها از نژاد های مختلف سیاه پوست و سفید پوست) برای وبسایت Blacked.com با نام "My First Interracial (اولین فیلم چند نژادی من)" ضبط شد. اولین فیلم گنگ بنگ دهانی (قضیب لیسی) او نیز با نام "Keisha (کیشا)" به صورت سه نفره پ/پ/د ضبط شد. اولین فیلم آنال (آمیزش جنسی مقعدی) او با نام "Big Anal Asses 3 (باسن های بزرگ ۳)" ضبط شد. همه این ها به کارگردانی ماسون برای HardX ضبط شدند.

## جوایز و نامزدی ها
| سال  | جشنواره                | نتیجه    | دسته بندی | فیلم                      |
| ---- | ---------------------- | -------- | --- | ------------------------- |
| ۲۰۱۴ | جشنوازه فیلم های شبانه | برنده    | بهترین ستاره‌ی جدید | —                         |
| ۲۰۱۴ | جشنوازه فیلم های شبانه | نامزدشده | بهترین بدن | —                         |
| ۲۰۱۵ | جشنواره ای‌وی‌ان         | نامزدشده | بهترین ستاره جدید | —                         |
| ۲۰۱۵ | جشنواره ای‌وی‌ان         | نامزدشده | بهترین فیلم سکس دهانی | کیشا                      |
| ۲۰۱۵ | جشنواره ای‌وی‌ان         | نامزدشده | بهترین فیلم سه نفره پ/پ/د (همراه با میک بلو و جیمز دین)                                                                        | کیشا                      |
| ۲۰۱۵ | جشنواره ای‌وی‌ان         | نامزدشده | بهترین فیلم سه نفره د/د/پ (همراه با آریانا ماری و مانوئل فررا)                                                                 | کیشا                      |
| ۲۰۱۵ | جشنواره ایکس‌بیز        | نامزدشده | بهترین ستاره جدید | —                         |
| ۲۰۱۵ | جشنواره ایکس‌بیز        | نامزدشده | بهترین فیلم - انتشار غیر رسمی (همراه با کریس استورکس)                                                                          | سگ های جنده ۸             |
| ۲۰۱۵ | جشنواره ایکس‌آرسی‌او     | نامزدشده | بهترین ستاره جدید | —                         |
| ۲۰۱۵ | جشنواره ایکس‌آرسی‌او     | نامزدشده | رویای خامه ای | —                         |
| ۲۰۱۵ | جشنوازه فیلم های شبانه | نامزدشده | بهترین سینه ها | —                         |
| ۲۰۱۶ | جشنواره ای‌وی‌ان         | نامزدشده | بهترین گروه تمام دختر (همراه با دنی دنیلز، آنیکا آلبرایت، لکسی بل، مرسدس کاررا، مدی اورایلی، اش هالیوود، آنا فاکس، رایان رینز) | خواهر                     |
| ۲۰۱۶ | جشنواره ای‌وی‌ان         | نامزدشده | بهترین سکس مقعدی (همراه با مانوئل فررا)                                                                                        | باسن های بزرگ ۳           |
| ۲۰۱۶ | جشنواره ای‌وی‌ان         | برنده    | بهترین سکس گروهی (همراه با میک بلو، جیمز دین، جان جان، جان استرانگ، اریک اورهارد)                                              | گنگ بنگ من ۲              |
| ۲۰۱۶ | جشنواره ای‌وی‌ان         | نامزدشده | بهترین سکس گروهی (همراه با آبلا دنجر، رایان کانر، آریا الکساندر، نینا اله، کارلی گری، چارلی دویل، مانوئل فررا)                 | گنگ بنگ برعکس مانوئل فررا |
| ۲۰۱۶ | جشنواره ای‌وی‌ان         | نامزدشده | بهترین فیلم سه نفره د/د/پ (همراه با آبلا دنجر و مانوئل فررا)                                                                   | روغن بیش از حد ۱۳         |
| ۲۰۱۶ | جشنواره ای‌وی‌ان         | نامزدشده | بازیگر مونث سال | —                         |
| ۲۰۱۶ | جشنواره ایکس‌بیز        | نامزدشده | بازیگر مونث سال | —                         |
| ۲۰۱۶ | جشنواره ایکس‌آرسی‌او     | نامزدشده | ارگاسمیک آنالیست | —                         |
| ۲۰۱۶ | جشنوازه فیلم های شبانه | برنده    | بهترین سینه ها (انتخاب هواداران)                                                                                               | —                         |